# حلزون (طعام)

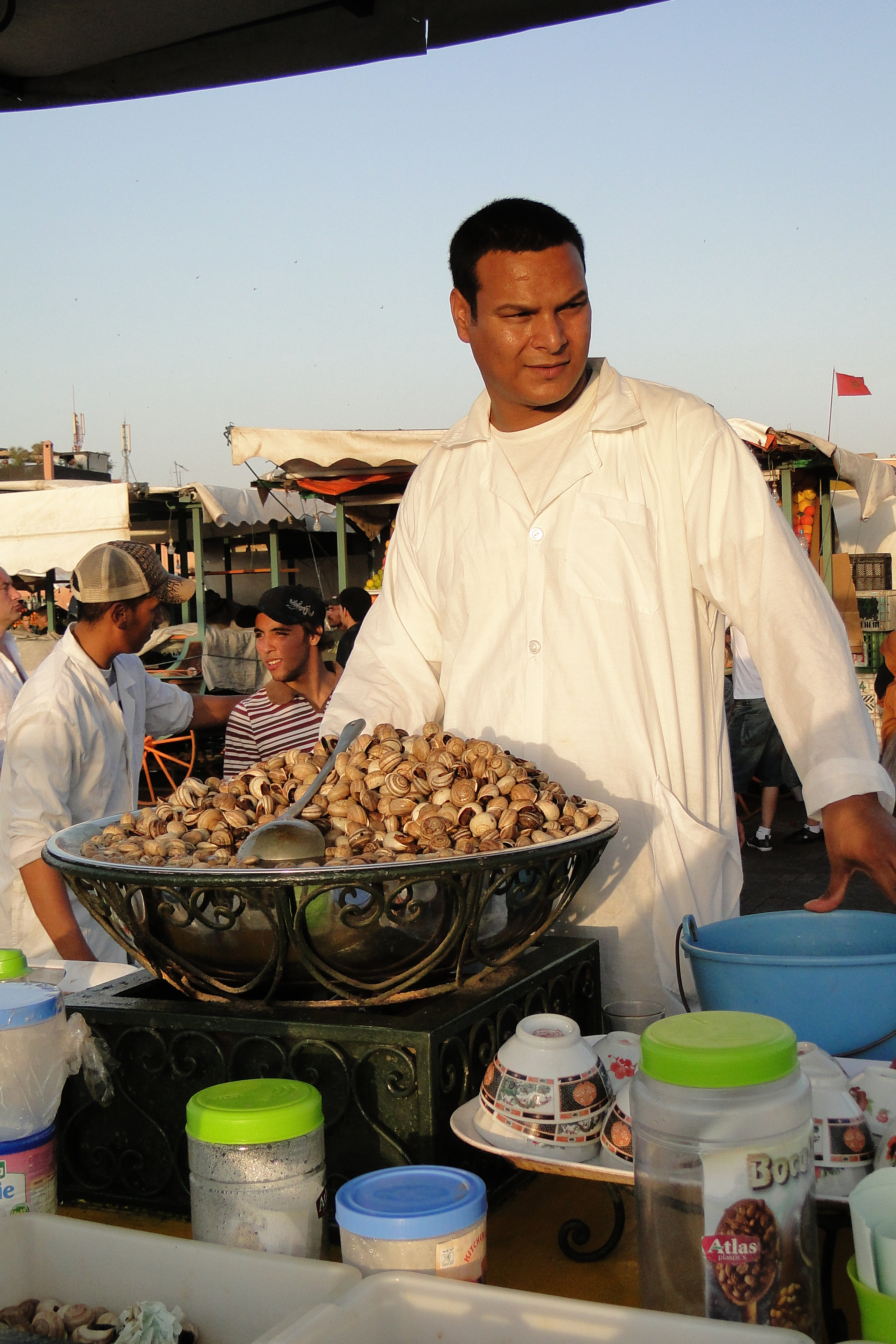
بائع الحلزون في مراكش

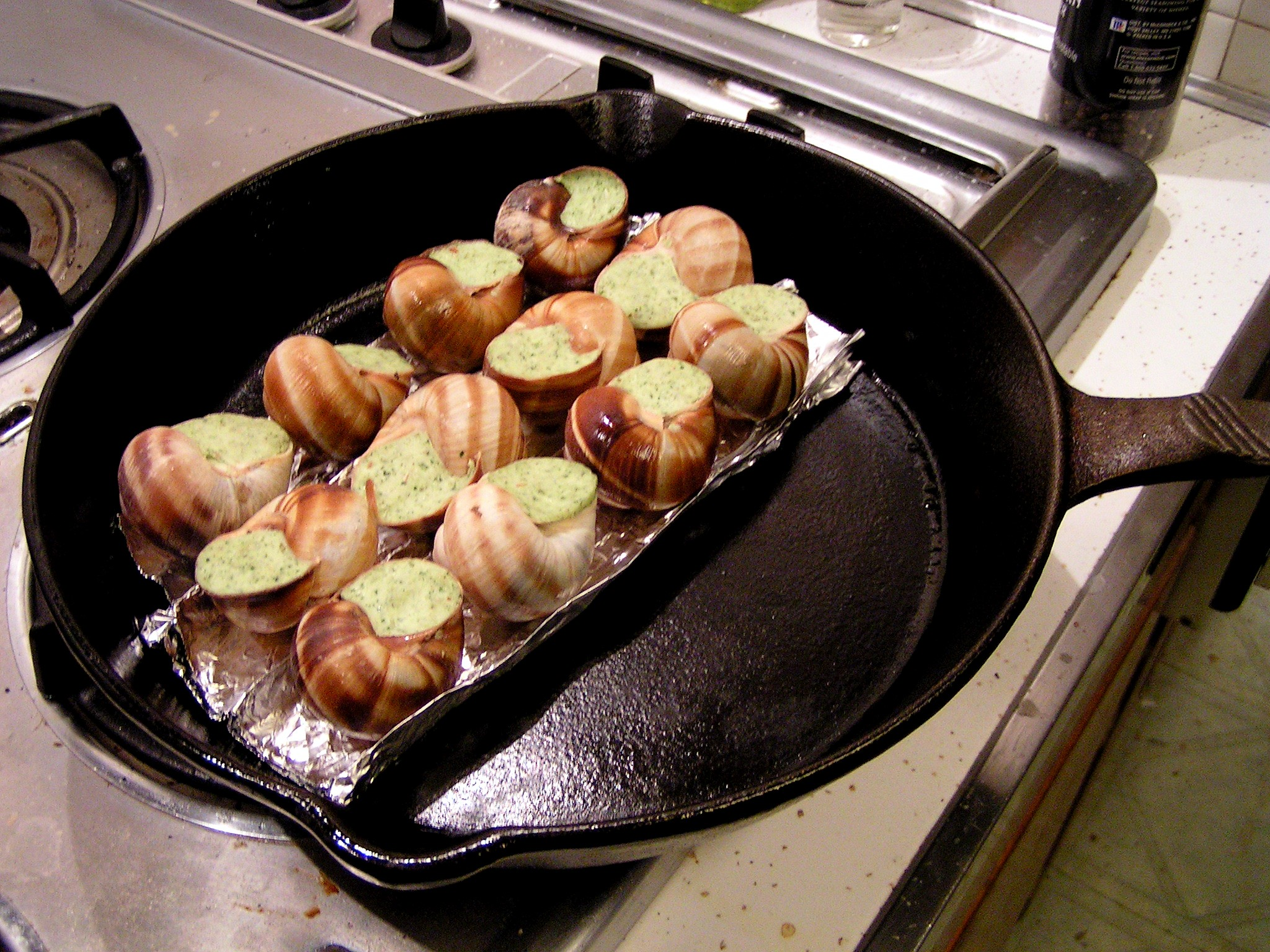
تحضير الحلزون بالأسلوب الفرنسي

الحلزون (ويعرف كذلك باسم بابوش أو غلالة أو باسمه بالفرنسية: escargot اسكارغو) هو حساء مشهي يتكون من حلزون البري الصالح للأكل. يتناول الحلزون في بلاد المغرب الكبير، مثل الجزائر والمغرب، وكذا في غرب أوروبا مثل فرنسا وإسبانيا والبرتغال. كما أنه يعد طبقا تقليديا في المطبخ الكتالاني والكريتي واليوناني.
في فرنسا، يعد الحلزون الكرمي هو أكثر الأنواع شعبية إلى جانب حلزون الحدائق، كما تستخدم أنواع أخرى في أوروبا. 
في آسيا، يستخدم نوع من حلزون المياه العذبة، وهو مصدر جيد للبروتين.

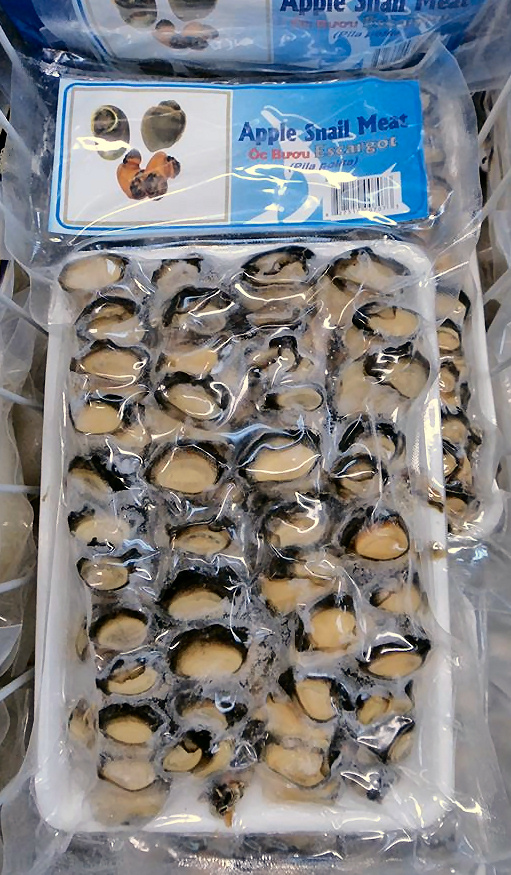
لحم حلزون المياه العذبة

كان الرومان يعتبرون الحلزون طعاما فاخرا للأغنياء، كما ذكر بلينيوس الأكبر في مؤلفاته. وعثر على آثار الحلزون في مدينة وليلي الرومانية الواقعة في المغرب.
في المغرب، يعد الحلزون أي «الغلال» طعام الشوارع ذا شعبية كبيرة. يطهى في مرق مع البهارات، ويقدم خصوصا في فصل الشتاء.